# Gilbert Sorrentino
Pour les articles homonymes, voir Sorrentino.
Gilbert Sorrentino est un poète et romancier américain né à Brooklyn le 27 avril 1929 et décédé le 18 mai 2006 .
En plus de vingt-cinq ouvrages de fiction et de poésie, Gilbert Sorrentino a exploré les possibilités comiques et formelle de la langue et de la littérature. Son insistance sur la primauté de la langue et ses incursions dans la métafiction font de lui un postmoderniste. Mais il est également connu pour son oreille pour l’expression orale américaine et son attention aux particularités du lieu, en particulier de son Brooklyn natal.

## Biographie
En 1956, il fonde la revue littéraire Neon avec des amis de Brooklyn College, dont son ami d’enfance Hubert Selby Jr.. Il édite Neon de 1956 à 1960, puis travaille comme éditeur pour Kulchur de 1961 à 1963. Après avoir travaillé en étroite collaboration avec Hubert Selby Jr.Selby sur le manuscrit de Last Exit to Brooklyn (1964), il a été éditeur chez Grove Press de 1965 à 1970, où l’un de ses projets éditoriaux est L'Autobiographie de Malcolm X.
Il est surtout connu pour son roman Salmigondis paru en 1979, qui met en scène des personnages qu'il emprunte à d'autres auteurs tels que Dashiell Hammett, F. Scott Fitzgerald, Flann O'Brien et James Joyce.
Il accepte finalement des postes au Sarah Lawrence College, à l’université Columbia, à l’université de Scranton et la New School de New York avant d’être embauché comme professeur d’anglais à l’université Stanford, où il exerce de 1982 à 1999.
Il a connu parmi ses étudiants les romanciers Jeffrey Eugenides et Nicole Krauss. Son fils, Christopher Sorrentino, est romancier lui-aussi.

## Œuvres traduites en français
- Le Ciel change, [« The sky changes »], trad. de Philippe Mikriammos, Paris, Éditions Les Belles Lettres, coll « Littérature étrangère », 1991, 191 p.  (ISBN 2-251-33708-3)[2]
- Red le démon, [« Red the fiend »], trad. de Bernard Hœpffner, Paris, Christian Bourgois Éditeur, coll « Fictives », 1996, 282 p.  (ISBN 2-267-01365-7). Réédition en 2010, Grenoble, Éditions Cent Pages  (ISBN 978-2-9163-9012-3)
- Steelwork, [« Steelwork »], trad. de Bernard Hoepffner avec Catherine Goffaux, Grenoble, France, Éditions Cent Pages, 1999, 201 p.  (ISBN 2-906724-57-2)[3]
- Petit Casino, [« Little Casino »], trad. de Bernard Hoepffner avec Catherine Goffaux, Arles, France, Actes Sud, coll. « Lettres anglo-américaines », 2006, 214 p.  (ISBN 2-7427-5847-X)
- Salmigondis [« Mulligan Stew »], trad. de Bernard Hoepffner, Grenoble, France, Éditions Cent Pages, 2007, 492 p.  (ISBN 978-2-906724-92-1)[4],[5]
- La Lune dans son envol, [« The moon in its flight »], trad. de Bernard Hoepffner, Arles, France, Actes Sud, coll. « Lettres anglo-américaines », 2009, 315 p.  (ISBN 978-2-7427-8089-1)[6],[7]
- La Folie de l’or, [« Gold Fools »], trad. de Bernard Hoepffner, Grenoble, France, Éditions Cent Pages, 2010, 247 p.  (ISBN 978-2-916390-13-0)[8]
- Aberration de lumière, [« Aberration of Starlight »], trad. de Bernard Hoepffner, Arles, France, Actes Sud, coll. « Lettres anglo-américaines », 2013, 320 p.  (ISBN 978-2-330-01407-0)
- L’Abîme de l’illusion humaine, [« The Abyss of Human Illusion »], trad. de Bernard Hoepffner, Grenoble, France, Éditions Cent Pages, 2015  (ISBN 978-2-916390-51-2)

## Distinctions
- Guggenheim Fellowships en fiction (1973 et 1987),
- Prix John Dos Passos pour la Littérature (1981),
- Courte liste du PEN/Faulkner Award (1981 et 2003),
- Mildred and Harold Strauss Livings de l'Académie américaine des arts et des lettres (refusé, 1982),
- Prix de l'Académie américaine des arts et des lettres pour la Littérature (1985),
- Prix Littéraire Lannan (en) Fiction (1992),
- Prix Littéraire Lannan (en) pour l'ensemble de la production (2005).